# Looking back in anger
Looking back in anger is officieel het vierde muziekalbum van de Duitse muziekgroep 'ramp, toen ['ramp] geheten. Het album werd weliswaar uitgegeven in 2007, maar bevat geen nieuwe opnamen. Het album is samengesteld uit leftovers van hun loopbaan tot dan toe. De eerste opnamen dateren uit het tijdperk toen de band nog RPM heette. Het album werd uitgegeven vanwege het tienjarig bestaan van de band.

## Musici
- Stephen Parsick – elektronica
- Frank Makowski – elektronica

Gastmusici:
- Lambert Ringlage – elektronica op warsaw disaster
- Martina Beine – zang op tribejagd
- Stefan Kraft (Antidot)
- Markus Reuter - gitaar op so far

## Composities
| Nr. | Titel                                                   | Duur  |
| --- | ------------------------------------------------------- | ----- |
| 1.  | the warsaw incident (Cheap drum mix 1996)               |       |
| 2.  | sakrileg am mittag (Hihg noon edit 1996)                | 7:33  |
| 3.  | generatorenkonflikte (met antidot 1997)                 | 7:20  |
| 4.  | tribejagd (tribal edit 1997)                            | 5:36  |
| 5.  | what is the point of eating concrete? (final edit 1998) | 6:54  |
| 6.  | looking back in anger (Huizen, final edit 1999)         | 13:59 |
| 7.  | so far (met Markus Reuter 2000)                         | 9:11  |
| 8.  | scissors (short and painful edit)                       | 13:53 |
| 9.  | nothing                                                 | 1:25  |

Het bijgeleverde boekwerkje is extreem moeilijk te lezen; donkergrijze letters op een zwarte achtergrond.

## Bron
- de compact disc looking back in anger
- Groovepagina